# Sébastien Folin
Pour les articles homonymes, voir Folin.
Sébastien Folin, né le 26 avril 1970 à Antananarivo, à Madagascar, est un animateur audiovisuel, auteur, producteur et réalisateur, pour la télévision et le cinéma, français.

## Enfance et débuts
En 1976, il quitte Madagascar avec sa mère pour la France métropolitaine où elle se marie avec M. Folin qui reconnait le jeune Sébastien, puis la famille part vivre à La Réunion en 1980.
En 1985, à l'âge de quinze ans, il fait ses débuts à la radio, en commençant sur Radio Arc-en-ciel à Saint-Denis-de-la-Réunion, la radio de l'évêché, puis enchaîne sur Capital FM et Fun Radio. Après avoir obtenu son baccalauréat, il arrête ses études pour faire de la radio son métier.

## Carrière dans les médias

### Animation à  la radio
À dix-neuf ans, il débute à RFM et anime les matinales jusqu'en 1993. De 1993 à 1996, il anime les matinales de Fun Radio et de Radio Oxygène. À partir de 1996 et pendant deux années, il est directeur d'antenne de NRJ Réunion et anime les matinales avec Phano, Géo et Manu Payet.
À l'été 2004, il rejoint la station de radio RTL pour animer Tiroirs Secrets. À la rentrée 2005, il intègre la grille pour animer On refait la télé en compagnie d'Isabelle Morini-Bosc et d'Emmanuel Maubert. En 2006, il s'installe durant deux saisons sur RTL2 pour Le Morning 100 % musique.
Pendant les été 2008 et 2009, il anime Destination ailleurs sur la station RTL, une émission consacrée aux Français partis pour d'autres pays du monde.

### Animation à la télévision
En 1991, il devient animateur sur Antenne Réunion, chaîne privée de télévision de l'île de la Réunion. Il y anime différents programmes, dont Clip-o-Phone et Maximum, une émission pour adolescents. En 1993, il y présente les bulletins météo. En 1994 à 1996, il présente Couleurs, une émission musicale qui accueille des artistes locaux.
Arrivé à Paris en 2000, il devient en janvier 2001 présentateur des bulletins météo sur la chaîne de télévision TF1. Il anime sur cette même chaîne l'émission Vidéo Gag au côté d'Olivia Adriaco de 2003 à 2008.
De 2006 à 2018, il présente l'émission musicale Acoustic sur TV5 Monde, dans laquelle il invite des artistes francophones à interpréter les dernières chansons de leur répertoire. Au total, 570 émissions.
En novembre 2008, la chaîne TF1 annonce sa décision d'arrêter l'émission Vidéo Gag.
Entre mai 2009 et août 2009, il présente Galiléo sur TMC, un magazine ludique et scientifique de reportages.
Le 2 août 2009, il présente son dernier bulletin météo sur TF1 avant de rejoindre le  groupe France Télévisions.
Sur France 2, à partir de septembre 2009, il présente chaque samedi ADN : Accélérateur de neurones, magazine lié à la science, et chaque dimanche Grandeurs nature, magazine consacré à la nature.
En octobre 2011, toujours sur France Télévisions et après l'arrêt de ces émissions sur France 2, il présente Le Lab.Ô, magazine culturel quotidien, en deuxième partie de soirée sur France Ô.
En 2011, il co-écrit et co-produit Vacarme en haute mer. Le film met en évidence les dégâts de la pollution sonore sur les mammifères marins.
En novembre 2012, il rejoint la chaîne France 3 pour présenter le jeu Harry. L'émission s'arrête le 5 janvier 2018, après 5 saisons.
De 2013 à 2016, il produit et présente Les Victoires du Jazz sur France 3. La cérémonie décerne, chaque année, des récompenses musicales françaises à des artistes du monde du jazz. Les différentes émissions ont eu lieu en public au Théâtre Antique de Vienne, au Théâtre de La Mer à Sète, Au parc Floral à Vincennes et à la pinède de Juan les pins.
De novembre 2015 à juin 2016, il anime un talk-show à son nom : Folin Hebdô, diffusé le jeudi à 22 h 50 puis à 23 h 40 sur France Ô. L'émission traite de sujets sociétaux et d'actualité, sur un ton voulu pédagogique.
À l'occasion de la COP21, France Ô lance la plateforme éducative Les dessous de l'océan qui montre le fonctionnement des océans et les effets du réchauffement climatique sur le monde marin. Sébastien Folin présente une série de dix programmes courts du même nom.
En 2017, il anime sur France Ô une émission mensuelle, C’est pas le bout du monde, d'une durée de 90 minutes et consacrée aux territoires français d'outre-mer.
En 2017, il présente et produit One Love One Bob, une émission anniversaire rendant hommage à Bob Marley. Quarante ans après son premier concert en France, une quinzaine d'artistes ultramarins et métropolitains chantent son répertoire et témoignent de l'influence qu'il a eu sur eux. Le clavier et arrangeur de Bob Marley, Tyrone Downie est venu spécialement de Jamaïque pour parrainer l’émission.
De 2018 à 2019, il présente Clair Obscur, une émission d'entretiens, diffusée sur France Ô et sur TV5 Monde, à un rythme bimensuel. Tournée en noir et blanc au studio Harcourt, durant cinquante-deux minutes, l'histoire de l'invité est mise en parallèle avec celle de la société, grâce aux archives de l'INA. 34 numéros seront tournés.

## Engagements

### Santé et solidarité internationale
En 2009, Sébastien Folin devient parrain de l’Unicef dans le cadre d’un programme de lutte contre le paludisme. Il a soutenu, au côté de Baygon, la journée mondiale de lutte contre le paludisme. En novembre 2011, il participe à l'album de Thierry Gali Il était une fois, en soutien de l'action de l'Unicef.
De 2004 à 2020, Sébastien Folin est administrateur de Solidarité sida et président du fonds solidarité sida Afrique, et a participé, durant cette période, aux différents événements Solidays.

### Écologie et développement durable
De 2011 à 2013, Sébastien Folin préside le Fonds Biome,, fonds de conservation sous égide du WWF France, visant à favoriser la rencontre entre porteurs de projets et mécènes locaux pour la préservation et la valorisation du patrimoine naturel en Outre-mer.
Depuis 2011, il est Président d’Honneur du Festival Atmosphère, un événement de cinéma international, ayant obtenu de label « Fête de la Science », un événement gratuit, culturel et grand public qui propose, annuellement, une programmation Arts & Sciences.
En juin et octobre 2020, il orchestre le Gaia World Tour. C'est un festival et tour du monde de plus de 24h, en ligne et consacré à la biodiversité, avec des intervenants militants, scientifiques et chercheurs du monde entier.

### Égalité des chances
En 2015, Sébastien Folin rejoint l’association Moteur!, créée la même année par Caroline Sénéclauze. Moteur! propose aux jeunes de 14 à 22 ans un parcours fait de mixité sociale et de vivre ensemble, à travers des projets audiovisuels.
En 2018, il accompagne les jeunes de l'association Moteur! au Festival de Cannes,.

### Mise en avant des personnalités engagées
En 2020, dans le contexte de la pandémie de Covid-19, Sébastien Folin, co-présente avec Frédérick Sigrist, humoriste et éditorialiste, « L'Effet Pangolin », un talk show sur YouTube consacré à l’environnement, réalisée en partenariat avec le Festival Atmosphères. Chaque épisode propose des échanges entre scientifiques, artistes, militants, intellectuels et citoyens engagés pour l’environnement,.
De 2020 à 2021, il lance « les Combattants pacifiques » un podcast qu’il revendique « conscient et engagé » pour mettre en avant des personnalités, célèbres ou anonymes, et échanger sur les raisons profondes de leurs différents engagements. Les invités du podcast sont scientifiques, militants, artistes ou citoyens, et abordent les thèmes de l’écologie, la santé, le bien être, la discrimination, le monde animal, la diversité, le féminisme ou encore l’éducation,.

## Productions
En 2005, il produit avec sa société de production Kaflakour une série de 20 programmes courts pour TF1 : L'amour à 20 Ans.
En 2009, il fonde avec Olivier Drouot la société Souffleurs de Vert, devenu depuis La Belle Télé,. Ils produisent aussi bien des émissions culturelles pour France Télévisions, que des films pour l'Opéra de Paris, la Comédie-Française ou sur de la danse contemporaine,.
En 2021, la première série produite par La Belle Télé, Diana Boss, est produite pour France Télévisions Slash,.

### Filmographie, en tant que producteur de La Belle Télé
- 2014 : Ma mère adorait la danse[41]
- 2017 : Love Chapter 2[42]
- 2020 : Cosmic Trip[43]
- 2021 : Diana Boss[44]

## Télévision

### Présentation
- 1991-1993 : Clip-o-Phone sur Antenne Réunion
- 1993 : Météo sur Antenne Réunion
- 1994-1996 : Couleurs sur Antenne Réunion
- 2001-2009 : Météo sur TF1
- 2003-2008 : Vidéo Gag sur TF1
- 2004 : L'homme contre la bête sur TF6 avec Sandra Lou
- Depuis 2006 : Acoustic sur TV5 Monde
- 2009 : Galiléo sur TMC
- 2009-2011 : ADN : accélérateur de neurones sur France 2
- 2009-2011 : Grandeurs natures sur France 2
- 2009 : Soyons Sport ! (Téléthon) sur France 2
- 2010-2011 : Les Trophées des arts afro-caribéenssur France Ô
- 2011-2015 : Le Lab.Ô sur France Ô
- 2012-2018 : Harry sur France 3
- 2013-2016 : Les Victoires du jazz sur France 3
- 2015-2016 : Folin Hebdô sur France Ô
- 2017 : One Love One Bob sur France Ô
- 2017 : C'est pas le bout du monde sur France Ô
- 2018-2020 : Clair Obscur sur France Ô
- 2020 : Les Victoires de la musique sur France 2
- 2022 : Outre-mers secrets sur France 3
- 2023 : La Région Néna 40 ans sur Antenne Réunion
- 2025 : À la poursuite du rougail saucisses sur Canal+ [45]

### Participations
- 2009 : La Porte ouverte à toutes les fenêtres, jeu sur France 4 : participant
- 2012-2013 : Mot de passe, jeu sur France 2 : « maître-mot »
- 2013 : Cut !, série sur France Ô : incarne son propre rôle[46]
- 2020 : Le Grand Concours sur TF1 : candidat

### Réalisation
En 2022, Sébastien Folin est, pour la première fois, réalisateur : il réalise Ziskakan, une révolution créole, un documentaire de 52 minutes, diffusé en 2023 sur France Télévisions. Il raconte l’histoire du mouvement culturel réunionnais qui a lutté durant ses 43 ans d’existence contre l’effacement de la culture créole.

### Scénariste
- 2024 : En boucle, série télévisée réalisée par Manon Amacouty

## Écrivain
En 2008, il publie avec son épouse un livre de contes, Les fils du volcan, aux éditions Anne Carrière.
En 2011, il publie aux éditions Florent Massot, La Part Verte des choses. Enquête sur la véracité de l’économie verte.

## Distinctions
- Chevalier de l'ordre national du Mérite en juin 2012[50],[51].